# Crow Wing River
Der Crow Wing River entspringt in einer Kette von zehn Seen im südlichen Hubbard County und fließt etwa 160 km südöstlich, bevor er beim Crow Wing State Park, nordwestlich von Little Falls in den Mississippi linksseitig mündet. 
Sein Name ist eine ungenaue Übersetzung des Wortes Gaagaagiwigwani-ziibi (etwa: „Fluss der Rabenfeder“) der Sprache der Ojibwe-Ureinwohner. Eine flügelförmige Insel nahe der Mündung gab dem Fluss seinen Namen. Aufgrund der vielen Camping-Plätze, vieler unbefestigter Uferlandschaften und seiner geringen Wassertiefe von selten mehr als einem Meter gilt der Crow Wing River als beliebtes Familien-Ausflugsziel, vor allem für Kanu-begeisterte Bootstouristen.

## Landschaft
Die Uferlandschaft des Flusses ist durch meist dichte Kiefernwälder charakterisiert. Mit zunehmendem Flusslauf werden die Ufer höher, der Lauf wendet sich nach Süden. Die Landschaft entspricht dem Klischee der Naturlandschaft des amerikanischen Mittelwestens.

## Geschichte
Ursprünglich war die Region von Dakota besiedelt, ehe seit etwa 1700 Ojibwa, aus den östlichen Regionen verdrängt, in dieses Gebiet einwanderten. Zu Beginn des 19. Jahrhunderts waren der Flusslauf und seine Umgebung größtenteils Siedlungsgebiet der Ojibwa. Einige Grabfelder der amerikanischen Ureinwohner sind bis heute erhalten.
Um 1700 entdeckten die ersten Pelzhändler das Gebiet, 1792 wurde von der North West Company ein Handelsknotenpunkt in Wadena errichtet. Handelsrouten kreuzten den Fluss in der Nähe und stellten eine wichtige Verbindung zwischen der Region und Fort Garry in Winnipeg dar.
Die dichten Wälder der Region machten das nicht zufällig so benannte Städtchen Nimrod (Minnesota) zu einem wichtigen Zentrum des Holzhandels gegen Ende des 19. Jahrhunderts. Heute wird die Region vor allem von Touristen frequentiert – und von Ureinwohnern aufgrund der Wildreisvorkommen in der Gegend.